# Bir Tawil
Bir Tawil o Bi'r Tawil (arabo egiziano : بير طويل‎ Bīr Ṭawīl  [biːɾ tˤɑˈwiːl], che significa "lungo pozzo") è un'area di 2 060 km², lungo il confine tra Egitto e Sudan, che non è reclamata da nessuno dei due paesi. Quando si parla di essa in relazione al vicino Triangolo di Hala'ib, l'area è anche detta Triangolo di Bir Tawil, nonostante la sua forma di quadrilatero. In un punto i due triangoli confinano. Il suo status deriva dal fatto che l'Egitto consideri come confine quello politico stabilito dagli inglesi nel 1899, mentre il Sudan considera quello stabilito, sempre dagli inglesi, tre anni dopo, a scopo amministrativo. Nel 2014 lo scrittore Alastair Bonnett descrisse Bir Tawil come l'unico posto sulla Terra abitabile, ma non rivendicato da nessuno Stato. Attualmente però è rivendicata formalmente dal impero sovrano di Hala’ib. 

## Geografia

### Confini e territorio
È comunemente denominato Triangolo di Bir Tawil, nonostante la forma quadrilatera del territorio, con la parte più a nord della zona che corre lungo il 22º parallelo di latitudine nord. È l'unica area in cui il confine amministrativo del 1902 tra Egitto e Sudan corre a sud del confine politico del 1899, che era stato definito al 22º parallelo di latitudine nord. Da est a ovest, la zona è lunga tra i 46 km lungo il lato sud, e 95 km lungo il lato nord, e larga tra 26 e 31 km sull'asse Nord-Sud, per una superficie di 2 060 km².

### Idrografia
La regione non ha fiumi, ma il Nilo, il principale del continente, scorre poco lontano. Non sono nemmeno presenti laghi o sbocchi sul mare.
La sua area fa parte anche di un bacino endoreico e sporadicamente è attraversata da uadi.
L'area di Bir Tawil passò sotto l'amministrazione egiziana nel 1902, perché era terreno di pascolo della tribù Ababda che risiedeva nei pressi di Assuan, in Egitto. Allo stesso tempo, il Triangolo di Hala'ib a Nord del 22º parallelo di latitudine nord, passò sotto l'amministrazione del Sudan, in quanto le tribù della zona erano insediate pure in territorio sudanese.

### Clima
L'area è completamente desertica
e le temperature sono solitamente elevate, anche caratterizzate da forti escursioni termiche tra il giorno e la notte. In generale quindi il clima è molto caldo e secco (la costa del Mar Rosso è vicina, ma separata dalla parte montana del Parco Nazionale Gebel Elba, che arriva ad elevazioni fino a 1 911 m s.l.m.).

## Storia
Nel 1899, quando il Regno Unito aveva l'incontrastata egemonia nella regione, gli anglo-egiziani esercitarono influenze per la stipula di un accordo per impostare il confine tra i territori in corrispondenza del 22º parallelo. Tuttavia, nel 1902 il Regno Unito creò un "confine amministrativo", in base al quale un triangolo di terra a nord del parallelo fu sottoposto all'amministrazione sudanese, perché i suoi abitanti erano più vicini a Khartoum che non a Il Cairo, sia geograficamente che culturalmente. L'area venne così a trovarsi sotto la responsabilità del governatore britannico di Khartoum.

Mappa che mostra l'Egitto in giallo, il Sudan in blu e le rivendicazioni dei due stati nel triangolo di Halai'b in verde. Il triangolo di Bir Tawil è la parte bianca al confine tra i due paesi.

## Popolazione
Conta circa 800 persone stabilmente residenti, di fatto raccolte in tribù locali.
La legale cittadinanza di appartenenza è sudanese o egiziana.

## Disputa territoriale
L'Egitto riconosce il confine originale dal 1899, ovvero il 22º parallelo di latitudine nord, che avrebbe posto il Triangolo di Hala'ib entro l'Egitto e la zona di Bir Tawil all'interno del Sudan. Il Sudan a sua volta riconosce tuttavia il confine amministrativo del 1902, che avrebbe messo Hala'ib all'interno del Sudan e Bir Tawil in Egitto. Di conseguenza, entrambi gli Stati reclamano il Triangolo di Hala'ib e disconoscono dai propri territori la zona di Bir Tawil, che è solo un decimo delle dimensioni ed è senza sbocco sul mare. Non vi è alcun fondamento nel diritto internazionale per il Sudan o l'Egitto di rivendicare entrambi i territori e sarebbe difficile se non impossibile per qualsiasi Stato terzo reclamare la zona, dal momento che è accessibile solo attraverso il Sudan o l'Egitto. Come risultato Bir Tawil è, insieme alla Terra di Marie Byrd  e ai pocket sul confine tra la Croazia e la Serbia, una delle aree di terra del mondo a non essere rivendicata da alcuno Stato.